# Анталкида
Антаклида (?-367. п. н. е.) био је спартански војсковођа и политичар. Заслужан је за спартанску победу у Коринтском рату јер је успео да на спартанску страну привуче персијског краља Артаксеркса ΙΙ. Мировни споразум којим је завршен рат назван је Анталкидов мир. Извршио је самоубиство изгладњивањем 367. п. н. е. осрамоћен након неуспешне дипломатске мисије.

## Коринтски рат
Године 392. Анталкида је предводио спартанско посланство које је послато у Сард на двор Тирибаза, сатрапа Лидије, како би га покушао наговорити да прекине рат против Спарте. Спарта је у замену за савез против Атине нудила признање персијске власти над Малом Азијом. Тирибаз је прихватио Анталкидине предлоге и дао затворити Конона, атинског адмирала послатог против Анталкиде. Међутим, краљ Артаксеркс ΙΙ је сменио Тирибаза и наставио рат са Спартом. 
Године 388. Персија склапа савез са Спартом против Атине заплашена обнављањем моћи овог грчког полиса. Чим је персијска финансијска помоћ престала, атинска благајна је почела да се празни. Тако је победник Коринтског рата зависио искључиво од Персије. Анталкида је командовао спартанско-персијском флотом на Хелеспонту. Следеће године је учествовао на мировној конференцији којим је Коринтски рат завршен. Његова улога у доношењу мировног споразума била је толико велика да је мир назван „Анталкидов“. Анталкидов или Царски мир представља једно од највећих понижења старе Грчке. Персијски цар је диктирао услове мировног споразума. Ниједан од грчких полиса није имао право да говори на седници. Ко не прихвати услове, против себе ће имати Персију, Спарту и све потписнице мира. 
Одредбама Анталкидовог мира призната је персијска власт над малоазијским градовима, распуштени су сви грчки савези сем Пелопонеског и Спарта је постала контролор над поштовањем одредби. Тако је персијска интервенција одржала хегемонију Спарте.

## Смрт
Анталкида је уживао Артаксерксово поверење све док је постојала хегемонија Спарте. Међутим, Беотијски рат и катастрофални пораз „непобедиве“ спартанске армије у бици код Леуктре уверио је Персију да Спарта више није тако користан савезник. Анталкидова дипломатска мисија завршена је неуспехом. Осрамоћен, Анталкида се изгладнио на смрт.